# Анастасія Дабижа
Анастасія Дабижа (рум. Anastasia Dabija; д/н —після 1693) — дружина Георге III Дуки, господаря Молдови і Валахії, гетьмана Правобережної України.

## Життєпис
Походила з відомого князівського і боярського роду. Була дочкою Думітру Бугуша, державного скарбничого та Дафіни Фуртуни, доньки знаного боярина та військовика Міхая Фуртуни. Після смерті батька її мати стала дружиною Істрате Добіжа, господаря Молдови, який вдочерив Анастасію, давши їй своє прізвище.
Була дуже вродливою, стрункою, з чорними очима, енергійною та темпераментною. Біля 1665 року (або дещо раніше) стала дружиною Георге Дуку, який незабаром став господарем Молдови. Анастасія більше часу приділяла пригодам, коштовностям і розвагам, не втручалася у політичні справи.
У 1666 році, після першого повалення з трону Молдови її чоловіка, Анастасія з дочками перебралася до Стамбула, оселившись в районі Фанара. Її пристрасна любовна пригода на Босфорі з Шербаном Кантакузіно, майбутнім господарем Валахії, обурила всю Європу. Про неї писали європейські газети та рапортували закордонні посли у Константинополі. Але попри це, Дука тримав дружину біля себе, удаючи, що нічого не знає про коханців. Репутація Анастасії була повністю заплямована через її подальші авантюри — вона рятувала життя Шербана тричі, а у відповідь отримувала зневагу та байдужість. Але за любов та терпіння свого чоловіка зрештою вона йому віддячила, допомігши в скрутній ситуації — після позбавлення трону і гетьманства.
Коли Георге хотів приїхати з Польщі до Молдови, щоб повернути трон, Анастасія у 1685 році знайшла потрібні йому для цього гроші — 180 «кошелей». Але по дорозі гроші були перехоплені у м. Бистриця, хворий Георге впав у розпач, не переніс цього і помер. Після смерті чоловіка Анастасія не зуміла повернути 180 кошелей, які взяла у борг, тому її стали переслідувати кредитори.
Щоб розрахуватися з кредиторами, пошлюбила грецького пірата Ліберакіса, проте той обдурив княгиню, забравши останні кошти, купивши на них посаду бея у Манії. За іншою версією одружилася під тиском візира та константинопольського патріарха. Шлюб тривав 1 тиждень. Надалі Анастасія сприяла сходженню на трон Молдови свого сина Костянтина, що відбулося у 1693 році. Померла у 1703 році в Яссах.

## Родина
1. Чоловік — Георге Дука
Діти:
- Костянтин, господар Молдови у 1693—1695 та 1700—1703 роках

2. Чоловік — Ліберакіс, дітей не було